# Ủy ban Bảo vệ Cách mạng
Ủy ban Bảo vệ Cách mạng (tiếng Tây Ban Nha: Comités de Defensa de la Revolución), viết tắt CDR, là một mạng lưới gồm các ủy ban khu dân cư trên khắp Cuba. Mà theo lời chính phủ thì nó được mô tả là "tai mắt của cách mạng," tồn tại để thúc đẩy phúc lợi xã hội và báo cáo về các hoạt động "phản cách mạng". Tính đến năm 2010, có tới 8,4 triệu người Cuba trên tổng dân số 11,2 triệu người đã đăng ký làm thành viên Ủy ban Bảo vệ Cách mạng.

## Lịch sử
Hệ thống CDR được lãnh tụ Fidel Castro thành lập vào ngày 28 tháng 9 năm 1960 nhằm phát hiện và đập tan mọi âm mưu chống phá cách mạng của các thế lực thù địch trong và ngoài nước, với mục đích bảo vệ chính quyền cách mạng non trẻ của Cuba từ sau cuộc cách mạng năm 1959 lật đổ nhà độc tài Fulgencio Batista. Khẩu hiệu của CDR là, "¡En cada barrio, Revolución!" ("Trong mỗi khu phố, Cách mạng!"). Fidel Castro tuyên bố đó là "một hệ thống cảnh giác cách mạng tập thể," được thành lập "để mọi người đều biết ai đang sống trong từng khu, làm gì trên mỗi khu, mối quan hệ của họ với chế độ độc tài, trong những hoạt động mà họ tham gia và với người mà họ gặp gỡ."

## Hoạt động và tranh cãi

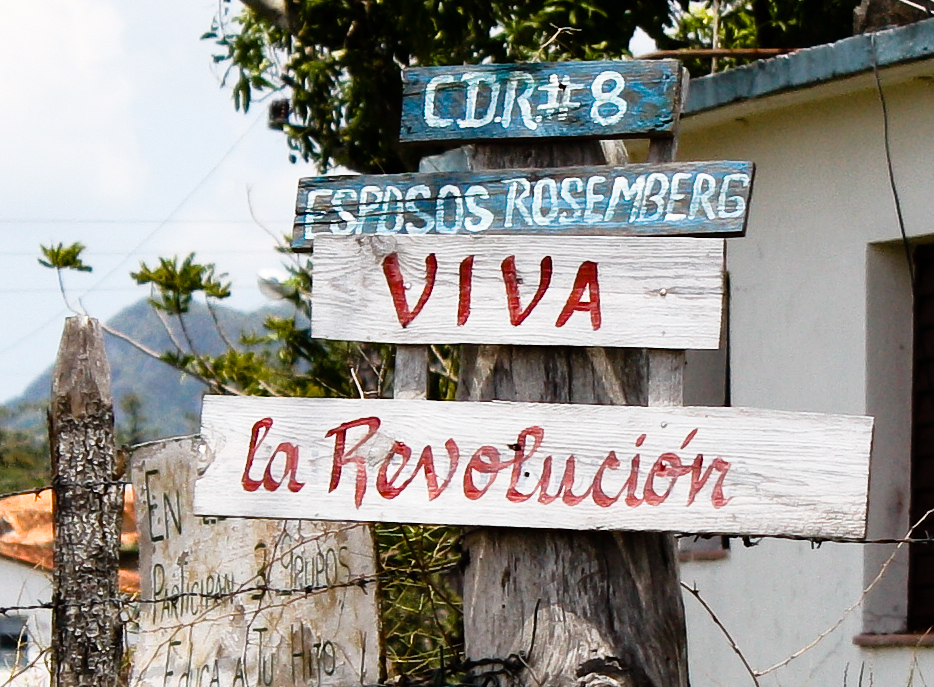
Dấu hiệu của CDR ở đường Pinar del Río

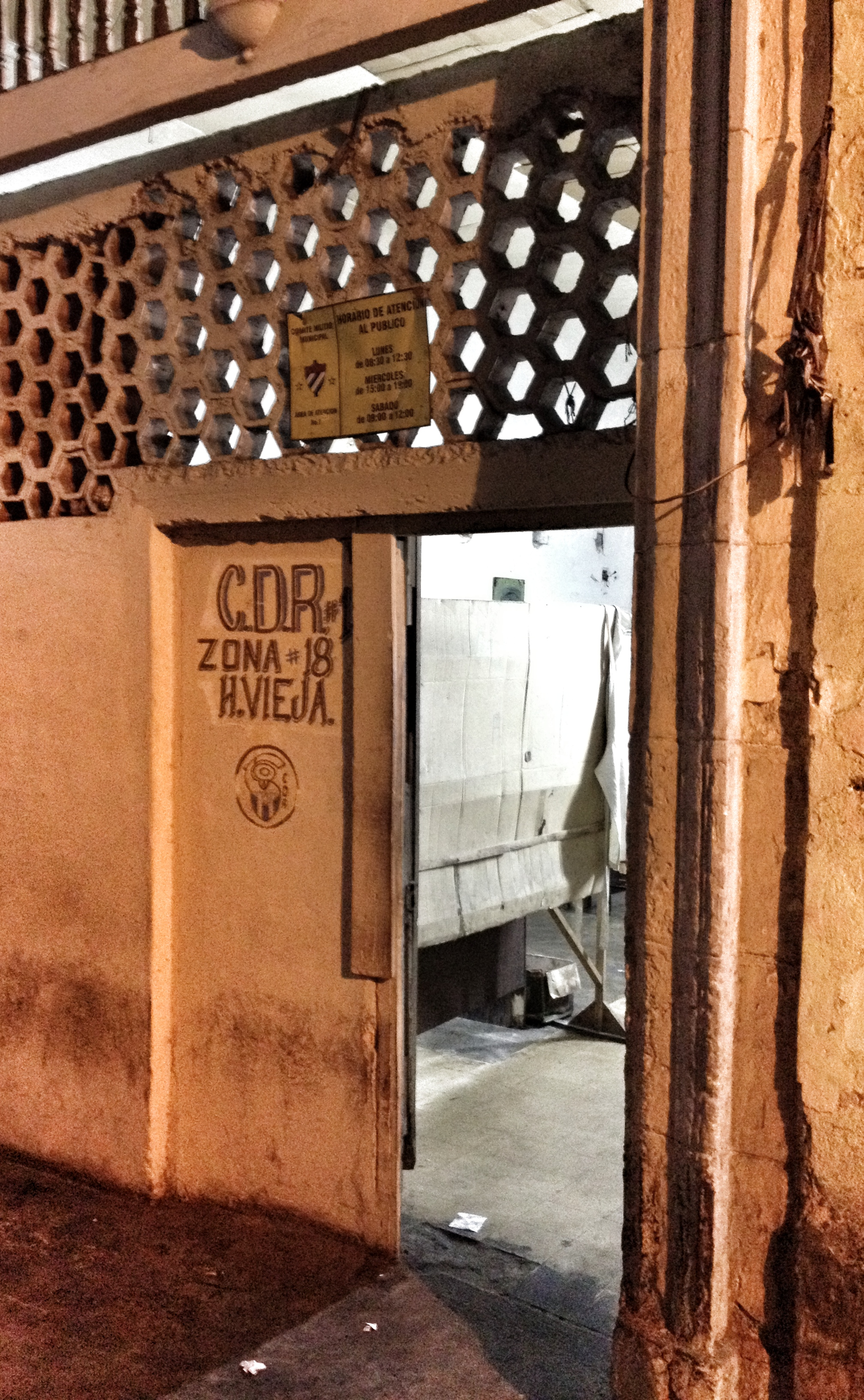
Một CDR ở khu La Habana Cổ trên đại lộ Paseo de Martí đối diện Parque Central

Các quan chức của CDR có nhiệm vụ giám sát các hoạt động của từng người trên các khu phố riêng của họ. CDR còn có một bộ hồ sơ cá nhân được lưu trữ dựa trên từng khu dân cư, một số cho thấy động lực nội bộ của mỗi hộ gia đình. Ngay cả sau sự tồn tại trong suốt 54 năm của mình, hoạt động của CDR vẫn còn tiếp tục gây tranh cãi.
Những nhà phê bình mạnh mẽ như A. Rivera Caro, một nhà báo làm việc cho tờ El Nuevo Herald, đã lần ra nguồn gốc hệ thống CDR của Fidel Castro là từ "Ủy ban cảnh giác lãnh thổ" tương tự được đặt tên và chỉ đạo do Adolf Hitler thành lập vào năm 1935. Những người phản đối CDR khác tiếp tục cáo buộc những người cung cấp tin tức cho hệ thống CDR của Cuba kèm theo sự kiểm soát tự do cá nhân, dẫn đến sự tan vỡ đơn vị gia đình Cuba, mối bất hòa của con người được lan truyền và làm mất lòng tin giữa các cá nhân ở mọi nơi, mọi tầng lớp xã hội Cuba.
Những người bảo vệ CDR đã phản bác luận điệu này cho rằng họ có trọng trách khác ngoài việc giám sát lý lịch chính trị và đạo đức cá nhân; bao gồm chuẩn bị các lễ hội cộng đồng, quản lý các dự án cộng đồng tình nguyện và tổ chức cộng động tham dự các cuộc mít tinh lớn. Những người ủng hộ tiếp tục nhấn mạnh điều đó đã giúp CDR thực hiện các chiến dịch y tế, giáo dục, hoặc số khác có hiệu lực ở tầm mức quốc gia và trên hết là được tổ chức trên cơ sở địa lý, Họ cũng đóng vai trò là trung tâm đối với nhiều người thất nghiệp trong các trang trại hoặc nhà máy, do đó bao gồm một phần lớn thành viên là nữ. CDR còn đóng một vai trò tích cực trong các chiến dịch tiêm phòng, ngân hàng máu, tái chế, tiến hành công tác sơ tán bão lũ và hỗ trợ chính phủ trong cuộc chiến chống tham nhũng.
Tuy nhiên, theo báo cáo của Tổ chức Ân xá Quốc tế năm 2006 lưu ý CDR đã nhiều lần tham gia vào các vụ vi phạm nhân quyền bao gồm bằng lời cũng như xâm phạm thể chất. Các nhà phê bình còn cho rằng CDR thực chất chỉ là một công cụ đàn áp, giúp cho chính phủ đề phòng các hoạt động bất đồng chính kiến ở tầm mức địa phương bằng cách ba hoa về việc không tuân thủ pháp luật. Họ còn xác định CDR là "một trong những đơn vị chịu trách nhiệm chính về làn sóng đàn áp quét qua Cuba," mà gần đây nhất là vụ đánh đập tàn nhẫn và bắt giữ 75 thành viên của phong trào Các bà mặc y phục trắng ở Havana vào năm 2011 và 2012.
Elizardo Sanchez, một nhà bất đồng chính kiến Cuba đã mô tả CDR như là "một công cụ vi phạm nhân quyền có hệ thống và quy mô, phân biệt đối xử và đàn áp tư tưởng. Họ còn hỗ trợ cảnh sát và mật vụ," trong khi đó một người ủng hộ CDR là Lazaro Sanchez đã nói rằng CDR theo kiểu "Kẻ thù (Mỹ) cũng như những kẻ phản bội Cuba đã tận dụng lợi thế hỗn loạn để gieo rắc sự nghi ngờ. Nếu chúng ta phải hành động thì chúng ta sẽ hành động. Đường phố của chúng ta không thể thuộc về bọn tội phạm hay những tên phản cách mạng. Đế quốc Mỹ có FBI thì Cách mạng đã có CDR."